# 佩奇瓦劳德区
佩奇瓦劳德区（匈牙利語：Pécsváradi járás），是匈牙利巴兰尼亚州的一个区，总面积246.44平方公里，总人口11,931人（2011年），人口密度48人/平方公里。中心城市为佩奇瓦勞德。

## 市镇
佩奇瓦劳德区包含一个城镇和16个村庄。